# Langia tropicus
Langia tropicus is een vlinder uit de familie van de pijlstaarten (Sphingidae). De wetenschappelijke naam van de soort werd in 1983 gepubliceerd door Moulds.